# Limnephilus santanus
Limnephilus santanus är en nattsländeart som beskrevs av Ross 1949. Limnephilus santanus ingår i släktet Limnephilus och familjen husmasknattsländor. Inga underarter finns listade i Catalogue of Life.